# The Godfather Part II
The Godfather Part II (bra: O Poderoso Chefão 2; prt: O Padrinho - Parte II) é um filme estado-unidense de 1974, dirigido por Francis Ford Coppola.
É uma sequência do filme The Godfather, de 1972, ambos com roteiro baseado em romance de Mario Puzo. O filme é estrelado por Al Pacino, Robert Duvall, Diane Keaton e Robert De Niro.
The Godfather Part II recebeu onze indicações ao Oscar, ganhou em seis categorias, incluindo Melhor Filme, Melhor Diretor (Coppola), Melhor Ator Coadjuvante (De Niro) e Melhor Roteiro Adaptado (Coppola e Puzo), tornando-se a primeira sequência a ganhar na categoria de Melhor Filme. O filme foi considerado "culturalmente, historicamente ou esteticamente significante" e selecionado pela Biblioteca do Congresso dos Estados Unidos para ser preservado no National Film Registry.

## Sinopse
Três anos após os acontecimentos da primeira parte da saga da família Corleone, que terminou em 1955, são contadas duas histórias paralelas. A primeira é a continuação de The Godfather. Agora, Michael está mais maduro e ousado no controle da família, e os Corleones tentam expandir seu império atuando na costa oeste dos Estados Unidos. Paralelamente, o filme apresenta toda a infância e a mocidade de Vito Andolini, que mais tarde seria conhecido como Don Vito Corleone. Após a máfia local matar sua família, o jovem Vito (Robert De Niro) foge da sua cidade na Sicília e vai para a América. Já adulto, em Little Italy, Vito luta para ganhar a vida (legal ou ilegalmente) para manter sua esposa e filhos. Ele mata Don Fanucci (Gastone Moschin), que exigia dos comerciantes uma parte dos seus ganhos. Com a morte de Fanucci, o poderio de Vito cresce muito, mas sua família (passado e presente) é o que mais importa para ele. Do outro lado, temos o legado de família que vai até os enormes negócios que, nos anos 50, são controlados pelo caçula, Michael Corleone (Al Pacino). Agora situado em Lago Tahoe, Michael planeja fazer, por qualquer meio necessário, incursões em Las Vegas e Havana, instalando negócios ligados ao lazer, mas descobre que aliados como Hyman Roth (Lee Strasberg) estão tentando matá-lo. Crescentemente paranóico, Michael também descobre que sua ambição acabou com seu casamento com Kay (Diane Keaton) e até mesmo seu irmão Fredo (John Cazale) o traiu. Escapando de uma acusação federal, Michael concentra sua atenção para lidar com os seus inimigos, mas se vê sozinho no fim.

## Elenco
| Ator             | Papel                                      |
| ---------------- | ------------------------------------------ |
| Al Pacino        | Michael Corleone                           |
| Diane Keaton     | Katherine "Kay" Adams-Corleone             |
| Robert De Niro   | Vito Corleone                              |
| Robert Duvall    | Tom Hagen                                  |
| John Cazale      | Frederico "Fredo" Corleone                 |
| Talia Shire      | Constanzia "Connie" Corleone               |
| Lee Strasberg    | Hyman Roth                                 |
| Michael V. Gazzo | Frankie Pentangeli                         |
| Maria Carta      | a mãe do Padrinho, pai de Michael Corleone |
| Morgana King     | Carmela Corleone                           |
| G. D. Spradlin   | Senador Pat Geary                          |
| Richard Bright   | Al Neri                                    |
| Marianna Hill    | Deanna Corleone                            |
| Gastone Moschin  | Don Fanuchi                                |
| Troy Donaheu     | Merle Johnson                              |
| Dominic Chianese | Johnny Ola                                 |
| Joe Spinell      | Willi Cicci                                |
| Bruno Kirby      | Jovem Peter Clemenza                       |
| Frank Sivero     | Genco Abbandando                           |
| James Caan       | Santino "Sonny" Corleone                   |
| Abe Vigoda       | Salvatore "Sal" Tessio                     |
| Gianni Russo     | Carlo Rizzi                                |
| Tom Rosqui       | Rocco Lampone                              |
| Giuseppe Silato  | Don Francesco Ciccio                       |
| Danny Aiello     | Tony Rosato                                |
| Roman Coppola    | Jovem Santino Corleone                     |

## Principais prêmios e indicações

### Oscar(E.U.A.)[5]
| Ano  | Categoria                | Notas                                                | Resultado |
| ---- | ------------------------ | ---------------------------------------------------- | --------- |
| 1975 | Melhor Filme             | Melhor Filme                                         | Venceu    |
| 1975 | Melhor Diretor           | Francis Ford Coppola                                 | Venceu    |
| 1975 | Melhor Ator              | Al Pacino                                            | Indicado  |
| 1975 | Melhor Ator Coadjuvante  | Robert de Niro                                       | Venceu    |
| 1975 | Melhor Ator Coadjuvante  | Michael V. Gazzo                                     | Indicado  |
| 1975 | Melhor Ator Coadjuvante  | Lee Strasberg                                        | Indicado  |
| 1975 | Melhor Roteiro Adaptado  | Francis Ford Coppola e Mario Puzo                    | Venceu    |
| 1975 | Melhor Atriz Coadjuvante | Talia Shire                                          | Indicado  |
| 1975 | Melhor Direção de Arte   | Dean Tavoularis, Angelo P. Graham e George R. Nelson | Venceu    |
| 1975 | Melhor Trilha Sonora     | Nino Rota e Carmine Coppola                          | Venceu    |
| 1975 | Melhor Figurino          | Theadora Van Runkle                                  | Indicado  |

### Globo de Ouro(EUA)
| Ano  | Categoria             | Notas                             | Resultado |
| ---- | --------------------- | --------------------------------- | --------- |
| 1973 | Melhor Filme (Drama)  | Melhor Filme (Drama)              | Indicado  |
| 1973 | Melhor Diretor        | Francis Ford Coppola              | Indicado  |
| 1973 | Melhor Ator - Drama   | Al Pacino                         | Indicado  |
| 1973 | Melhor Trilha Sonora  | Nino Rota e Carmine Coppola       | Indicado  |
| 1973 | Melhor Roteiro        | Francis Ford Coppola e Mario Puzo | Indicado  |
| 1973 | Melhor Ator Revelação | Lee Strasberg                     | Indicado  |

### BAFTA(Reino Unido)
| Ano  | Categoria             | Notas                                      | Resultado |
| ---- | --------------------- | ------------------------------------------ | --------- |
| 1973 | Melhor Ator           | Al Pacino                                  | Venceu    |
| 1973 | Melhor Ator Revelação | Robert de Niro                             | Indicado  |
| 1973 | Melhor Trilha Sonora  | Nino Rota e Carmine Coppola                | Indicado  |
| 1973 | Melhor Edição         | Barry Malkin, Richard Marks e Peter Zinner | Indicado  |

### New York Film Critics Circle Awards(EUA)
| Ano  | Categoria               | Notas                          | Resultado |
| ---- | ----------------------- | ------------------------------ | --------- |
| 1974 | Melhor Filme            | Melhor Filme                   | Indicado  |
| 1974 | Melhor Ator Coadjuvante | Robert De Niro e Lee Strasberg | Indicado  |

| Ano  | Categoria             | Notas                | Resultado |
| ---- | --------------------- | -------------------- | --------- |
| 1975 | Melhor Diretor        | Francis Ford Coppola | Venceu    |
| 1975 | Melhor Cinematografia | Gordon Willis        | Venceu    |

### Kansas City Film Critics Circle Awards 1975 (EUA)
| Ano  | Categoria      | Notas                | Resultado |
| ---- | -------------- | -------------------- | --------- |
| 1973 | Melhor Diretor | Francis Ford Coppola | Venceu    |